# 마법선
"마법선"은 1969년 공개된 대한민국의 영화이다.

## 배역
- 김승호
- 남궁원
- 이예춘
- 윤정희
- 허장강
- 김운하
- 윤인자
- 김동원
- 황정순
- 전숙
- 최삼
- 임생출
- 백송